# Sequenzmotiv
Als Sequenzmotiv, umgangssprachlich kurz Motiv, wird in der Biochemie ein bestimmter Abschnitt auf einer Nukleinsäure (DNA oder RNA) oder einem Protein bezeichnet, der an verschiedenen Stellen (DNA) bzw. auf verschiedenen Molekülen (RNA und Protein) wiederkehrt und dem eine biologische Bedeutung beigemessen wird. Häufig besteht eine gewisse Variabilität in der Sequenz; in solchen Fällen ist es sinnvoll, eine Konsensussequenz zu bestimmen. Diese definiert die Sequenz weniger stringent, weil sie an bestimmten Stellen Alternativen zulässt.

## Beispiele

### DNA-Motiv
Ein Beispiel für ein DNA-Motiv ist das κB-Motiv, dessen Konsensussequenz folgende Struktur aufweist:
5'-GGGRNNYYCC-3'
Die DNA ist hier vom 5'- zum 3'-Ende dargestellt (siehe Nukleinsäure-Nomenklatur), wobei R für ein Purinnukleotid, Y für Pyrimidinnukleotid und N für ein beliebiges Nukleotid steht.
Das κB-Motiv befindet sich in den regulatorischen Abschnitten zahlreicher Gene und wird vom Transkriptionsfaktor NF-κB erkannt. Eine Bindung verstärkt in den meisten Fällen die Transkription abhängiger Gene.

### Protein-Motiv
Es bestehen zahlreiche verschiedene Proteinmotive. Eine wichtige Funktion kommt ihnen vor allem bei Phosphorylierungen im Rahmen der Signaltransduktion zu. Zur Darstellung des Motivs wird der für Aminosäuren allgemein gebräuchliche Einbuchstaben- oder der Dreibuchstabencode verwendet. So steht bei dem IQ-Motiv
IQxxxRxxxxR
I für Isoleucin, Q für Glutamin und R für Arginin.
Dieses Sequenzmotiv faltet im nativen Protein zu einer helikalen Sekundärstruktur auf, die als Strukturmotiv eine Bindedomäne für leichte Ketten darstellt.